# Honda Life Pickup
El Honda Life Pickup (ホンダ・ライフピックアップ, Honda Raifu Pikkuappu) fou un automòbil lleuger o kei car produït pel fabricant d'automòbils japonés Honda entre els anys 1973 i 1974. El model es va crear sobre la base del Honda Life Step Van, alhora creada sobre la del Honda Life de primera generació. Encara que pel nom puga semblar que formava part de la gama del Honda Life, el Pickup fou un model comercialment independent d'aquesta.

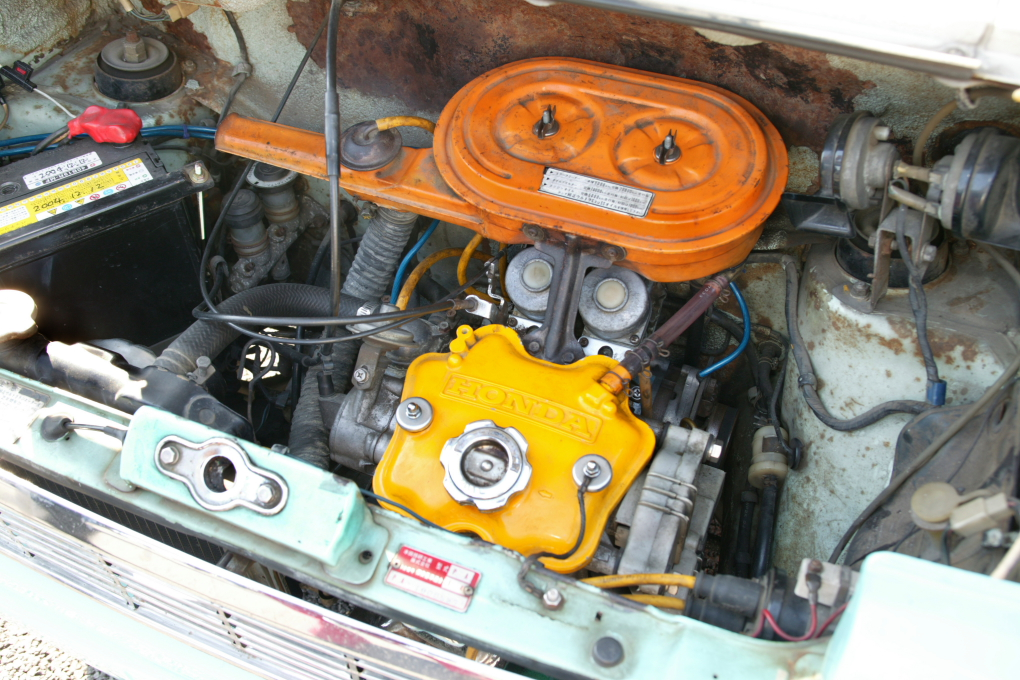
Motor del Life Pickup

El Honda Life Pickup fou introduït al mercat el 21 d'agost de 1973 com a una camioneta "pickup" sobre la base del Life. El model va rebre el codi de xassís "PA". Només estigué disponible en dos nivells d'equipament "Standard" i "Super DeLuxe". El seu pes era de 550 kg, 45 kh menys que l'Step Van i tenia una càrrega màxima de 350 kg, superant també als 300 kg (200 kg amb tots els ocupants) de l'Step Van. La producció del Life Pickup finalitzà l'octubre de 1974 amb només 1.132 unitats fabricades, un fracàs comercial per a Honda. El Life Pickup fou víctima de la Honda TN360, una camioneta més gran i popular que, després de la descontinuació del model, ocupà el seu espai deixat.